# Concord (Geórgia)
Concord é uma cidade  localizada no estado americano de Geórgia, no Condado de Pike.

## Demografia
Segundo o censo americano de 2000, a sua população era de 336 habitantes.
Em 2006, foi estimada uma população de 386, um aumento de 50 (14.9%).

## Geografia
De acordo com o United States Census Bureau tem uma área de
2,2 km², dos quais 2,2 km² cobertos por terra e 0,0 km² cobertos por água. Concord localiza-se a aproximadamente 259 m acima do nível do mar.

## Localidades na vizinhança
O diagrama seguinte representa as localidades num raio de 16 km ao redor de Concord.